# Yamaha Stadium
Yamaha Stadium (jap. ヤマハスタジアム Yamaha Sutajiamu; Yamaha Stadium) – stadion piłkarski w Iwacie, otwarty w 1978 roku.
Stadion może pomieścić 15 169 widzów. Od lat 90. XX wieku swoje spotkania rozgrywają na nim piłkarze klubu Júbilo Iwata (choć najważniejsze mecze zespół rozgrywa na stadionie Ecopa w sąsiednim Fukuroi).